# 1542년

## 연호
- 명(明) 가정(嘉靖) 21년
- 일본(日本) 덴분(天文) 11년
- 후 레 왕조(後黎朝) 응우옌호아(元和) 10년
- 막 왕조(莫朝) 꽝호아(廣和) 2년

## 기년
- 류큐(琉球) 쇼세이왕(尚清王) 16년
- 명(明) 세종 가정제(世宗 嘉靖帝) 21년
- 조선(朝鮮) 중종(中宗) 37년
- 후 레 왕조(後黎朝) 장종(莊宗) 10년
- 막 왕조(莫朝) 헌종(憲宗) 2년

## 사건

### 1월-5월
- 2월 2일 – 바첸테 전투: 크리토바오 다 가마가 지휘하는 포르투갈군이 북에티오피아의 이슬람측 요새를 점령하다.
- 2월 14일 – 스페인인들이 인근 부족들의 강한 저항으로 앞선 시도가 3번 실패한 끝에 멕시코의 과달라하라를 설립하다
- 3월 8일 – 프랑스 대사 앙투앙 에스칼린 드 아이마스가 콘스탄티노플에서 프랑스의 신성로마제국의 카를 5세에 대항하는 전쟁에 도움을 주겠다는 오스만 제국의 약속을 받고 귀환하다.
- 3월 – 임인궁변: 궁녀들이 명나라의 가정제의 암살을 시도하지만 실패했다. 이들은 전원 능지처참 당했다.
- 4월 4-16일 – 에티오파아 자르테 전투: 크리토바오 다 가마가 지휘하는 포르투갈군이 이맘 아흐마드 그란의 군대랑 전투를 벌여 두번의 승리를 거두었다,
- 5월 19일 – 현대의 미얀마 중앙 부근에 위치 했던 프로메 왕국이 탕구트 왕조에게 정복당했다,

### 6월-12월
- 6월 27일 – 후안 로드리게스 카브리요가 캘리포니아를 섬으로 오해하고 스페인의 영토로 삼는다.
- 7월 24일 – 겔더스 전쟁: 마틴 반 로숨이 도시를 공성전으로 함락시키는데 실패하고 안트베르펜을 떠나다.
- 8월 – 유대인들의 언덕 전투: 우기에 크리토바오 다 가마가 전략적 요충지를 점령하고 심각하게 부족했던 말들을 확보했다.
- 8월 24일 – 하든 릭 전투: 스코틀랜드가 영국을 상대로 승리를 거두다.
- 8월 27일 – 신성로마제국 힐데스하임의 시민들이 루터의 개신교를 받아들이다. 인근 도시에도 루터의 가르침을 퍼트렸으며 인근의 사제들은 이를 지지하여 업무를 계속했다.
- 8월 28일 – 워프라 전투: 최소 600명의 총병과 기병들을 지원받은 이맘 아흐마드 그란이 크리토바오 디 가마가 지휘하는 포르투갈군의 숙영지를 공격해 승리를 거두다. 포르투갈군은 사방으로 흩어지고 크리토바오 디 가마는 포로로 잡혀 처형당한다..
- 9월 28일 – 포르투갈의 탐험가 후안 로드리게스 카브리요가 현대에는 샌디에고 만으로 알려진 곳에 상륙해 그곳의 이름을 산 미구엘이라 짓는다. 이곳은 나중에 샌디에고가 된다.
- 10월 7일– 카브리요가 캘리포니아의 산타 카탈리나 섬에 발을 디딘 첫 유럽인이 되다.
- 11월 24일 – 솔웨이 모스 전투: 영국군이 스코틀랜드를 침공해 스코틀랜드군을 패퇴시키다.
- 12월 14일 – 스코틀랜드의 여왕 메리가 생후 6일만에 아버지인 제임스 5세의 죽음으로 여왕이 된다,

### 날짜 미상
- 중국으로 향하던 포르투갈의 핀토 함대가 바람에 떠밀려 일본에 상륙해 일본과 서방의 첫 접촉이 일어나다.
- 교황 바오로 3세가 로마의 이단심문소를 권역에 둔 종교재판소을 설립하다.

## 탄생
- 2월 10일 - 일본 에도 막부의 창시자 도쿠가와 이에야스. (~1616년)
- 11월 7일 - 조선 중기의 문신 류성룡. (~1607년)
- 12월 8일 - 스코틀랜드의 여왕 메리 1세. (~1587년)

### 미상
- 인도 무굴 제국의 제3대 황제 악바르. (∼1605년)
- 조선의 문신 성식. (~1600년)

## 사망
- 2월 13일 - 헨리 8세의 5번째 왕비 캐서린 하워드. (1523년~)